# Minjur
Minjur es una ciudad y nagar Panchayat situada en el distrito de Tiruvallur en el estado de Tamil Nadu (India). Su población es de 28337 habitantes (2011). Se encuentra a 43 km de Tiruvallur y a 22 km de Chennai.

## Demografía
Según el censo de 2011 la población de Minjur era de 28337 habitantes, de los cuales 14168 eran hombres y 14169 eran mujeres. Minjur tiene una tasa media de alfabetización del 87,88%, superior a la media estatal del 80,09%: la alfabetización masculina es del 93,84%, y la alfabetización femenina del 82,01%.